# Мари Марта Бърн
Мари Марта Бърн (на английски: Mary Martha Byrne) е американска актриса, певица и сценаристка.
Работи като сценарист за компанията CBS и е в екипа, създал сапунения сериал „Дързост и красота“. Участва в сериала „Докато свят светува“, където изпълнява ролята на Лили Снайдър.

## Личен живот
Марта Бърн се жени през 1994 година за Майкъл МакМаун – бивш офицер от полицията в Ню Йорк. Двамата живеят в градчето, където тя е израснала – Уолдуйк, Ню Джързи.
Първото им дете – Майкъл Терънс МакМаун се ражда на 29 май 1998 г. Един от епизодите на сериала „A Baby Story“, отразява втората ѝ бременност и раждането на втория ѝ син – Максуел Винсент МакМаун, роден на 3 септември 2002 г. Третото ѝ дете, дъщерята Анн-Мари е родена на 12 юни 2006 г.

## Кариера

### Главни роли
Марта Бърн започва да се занимава с актьорство още в ранна възраст, участвайки в музикалната постановка на Бродуей „Анни“, където изиграва ролята на Джули.
Тя изпълнява много роли в епизодични телевизионни програми, като „Кейт и Али“, „Убийство“, „Паркър Люис никога не губи“, „Джейк и дебелака“, „В горещата нощ“, и „Дивите сърца“. Бърн се появява и в няколко телевизионни филма, „Когато люлката падне“ и „Розова светкавица“.
Най-голямата роля, изиграна от Марта Бърн, е във филма „Анна и безкрайната власт“ от 1983 година, който е издаден на DVD.

### Роли в сериали
Най-голяма известност ѝ носи ролята на Лили Уолш Снайдер в сериала на CBS „Докато свят светува“. Първоначално за тази роля тя замества Люси Дийкинс през май 1985 г. и изпълнява ролята на Лили до октомври 1989, когато напуска шоуто и бива заменена от Хедър Ратри. През април 1993 г. Марта Бърн се завръща отново в сериала.
През 1987 г. Бърн бива замесена в скандал около ролята ѝ на Лили, когато е заснета първата ѝ любовна сцена, месеци преди 18-ия ѝ рожден ден. Лили губи девствеността си с Дъсти Донован; в добавка към създалата се ситуация актьорът Браян Блум, който играе Дъсти, е и по-млад от Бърн. Това създава противоречие в сериала (защото ролите им впоследствие биват изиграни от по-възрастни актьори, които покриват изискването за възраст).
От 2000 до 2003 г. Марта Бърн изиграва двойна роля, когато влиза в ролята на Роуз ДиАнджело – отдавна изчезналата сестра близначка на Лили. Героинята е създадена от Хогън Шийфър.
На 29 февруари 2008 г. списанието TV Guide съобщава, че Марта Бърн ще напусне снимачната площадка на „Докато свят светува“ и няма да участва до април 2008. Изпълнителният продуцент на сериала Гристофър Готман заявява: „Предложихме на Марта много щедра оферта, с надеждата тя да остане част от екипа ни. За съжаление, Марта взе решение да ни напусне.“
Наета е като сценарист от Брадли Бел за сериала „Дързост и красота“ в началото на 2009 година.

## Музика
Марта също така е и певица. Тя участва в коледна компилация на RCA release през 1994 година, със заглавието „A Soap Opera Christmas“. Издава албум под собственото си име „Martha Byrne“ през 1996 година.
Тя издава втори албум – „Woman Thing Music“. Бърн попада в ситуация, защото спонсор на албума ѝ е Филип Морис. Дискът може да бъде поръчан само с поръчка на цигари или с издание на някой от концертите „Woman Music Thing“, издадени чрез спонсорството на Филип Морис. Впоследствие Марта Бърн премахва името на спонсора от обложката на албума си, поради нежеланието ѝ името ѝ да се свързва с каквото и да е влияние върху младите и употребата на цигари.
През 2006 г. издава нов албум, със заглавие „The Other Side“.

## Награди
- Бърн е номинирана за награда „Еми“ в раздел „Сапунени опери“, печелейки наградата за „Най-добра млада актриса“ през 1987 година и „Най-добра главна роля“ през 2001.

## Филмография
| Година | Заглавие                            | Роля            | Бележки                                                               |
| ------ | ----------------------------------- | --------------- | --------------------------------------------------------------------- |
| 1982   | Очите на Америлис                   | неизвестна      |                                                                       |
| 1982   | Отхвърленият баща                   | Елизабет МакКол |                                                                       |
| 1983   | Анна и безкрайната власт            | Анна Харт       |                                                                       |
| 1983   | Хамптънс                            | Миранда         | 1 епизод                                                              |
| 1984   | Тя е наета                          | Емили Грайър    |                                                                       |
| 1985   | Докато свят светува                 | Лили Снайдър    | 1985 – 1989, 1993 – 2008                                              |
| 1985   | Бандата на Беникър                  | Моли Стамуйк    | алтернативно заглавие: „Скъпа Лола“, и „Как да си направиш семейство“ |
| 1985   | Кейт и Али                          | Картър Лав      | 1 епизод                                                              |
| 1986   | Докато свят светува: 30-а годишнина | Лили            |                                                                       |
| 1989   | В горещата нощ                      | Лизбет Хейгън   |                                                                       |
| 1990   | Джейк и дебелака                    | неизвестна      |                                                                       |
| 1990   | Младите ездачи                      | Вера Колинс     | 2 епизода                                                             |
| 1990   | Дуги Хоусър                         | Саша Ларкин     | 1 епизод                                                              |
| 1990   | Само през трупа ми                  | Джули Толмейдж  | 1 епизод                                                              |
| 1991   | Боб Хоуп и приятели: Нови спомени   | себе си         |                                                                       |
| 1991   | Убийство                            | Сара Лап        | 1 епизод                                                              |
| 1991   | Silk Stalkings                      | Ерика Дийтс     | 1 епизод                                                              |
| 1991   | Розова светкавица                   | Джил            |                                                                       |
| 1992   | Паркър Люис никога не губи          | Ейрин           |                                                                       |
| 1997   | Стрелците                           | Алисън Уелс     |                                                                       |
| 1997   | Когато люлката падне                | Дона МакДърмонт |                                                                       |
| 2001   | 28-годишните награди „Еми“          | себе си         |                                                                       |
| 2001   | Mergers & Acquisitions              | Айова           |                                                                       |
| 2004   | Живей! С Али и Джак                 | себе си         | 17 март, 2004                                                         |
| 2006   | Приказки                            | себе си         | 8 май, 2006, и 5 април, 2006                                          |
| 2006   | На другият ден                      | себе си         |                                                                       |
| 2009   | Окръжна болница                     | Андрея Флойд    | 2009                                                                  |

## Сценарист
| Година | Заглавие          | Роля      | Бележки   |
| ------ | ----------------- | --------- | --------- |
| 2009   | Дързост и красота | Сценарист | 3 епизода |

## Продуцент
| Година | Заглавие      | Роля                   |
| ------ | ------------- | ---------------------- |
| 2009   | Bye Bye Sally | Изпълнителен продуцент |